# Tour Franklin
La Tour Franklin, anche chiamata Tour PB3/PB4, è un grattacielo situato nel quartiere finanziario della Défense, a Puteaux, comune alla periferia di Parigi. 
Costruita nel 1972, la torre alta 115 metri appartiene alla seconda generazione di grattacieli di La Défense. Il suo design consiste nella fusione di una torre più piccola in una più grande.